# Pierścień i róża (serial telewizyjny)
Pierścień i róża – serial telewizyjny Jerzego Gruzy z 1986, zrealizowany na podstawie powieści Williama Thackeraya o tym samym tytule. Serial liczy pięć odcinków, a tytuł każdego z nich jest też tytułem piosenki, których  autorem jest Andrzej Korzyński.
Serial jest telewizyjną wersją filmu Pierścień i róża.

## Fabuła
W królestwie Paflagonii rządzi uzurpator, król Walorozo, który bezprawnie zajął tron należny bratankowi, królewiczowi Lulejce. Na zamek króla ma przybyć książę Bulbo, by prosić o rękę księżniczki Angeliki. W Andżelice kocha się też Lulejko, ponieważ Angelika nosi na palcu zaczarowany pierścień, który czyni ją piękną. Wkrótce pierścień przypadkowo trafia do skromnej służącej Różyczki. Sprawia on, że wszyscy się w niej zakochują...

## Obsada
- Katarzyna Figura – Różyczka
- Stefan Każuro – książę Lulejko
- Bernard Ładysz – król Walorozo XXIV
- Leon Niemczyk – Mrukiozo
- Zbigniew Zamachowski – książę Bulbo
- Janusz Rewiński – król Padello
- Katarzyna Cygan – księżniczka Angelika
- Wanda Dembek – Gburia-Furia
- Krystyna Tkacz – królowa
- Zdzisława Specht – Czarna Wróżka
- Bogusz Bilewski – Brodacz Pancerny
- Ludwik Benoit – kapitan Zerwiłebski
- Eugeniusz Wałaszek – arcybiskup
- Lech Sołuba – naczelnik policji
- Tadeusz Kożusznik

## Tytuły odcinków
- odcinek 1 – O pani, jesteś moim snem
- odcinek 2 – Ja kocham Rózię
- odcinek 3 – Żegnaj słodkie życie
- odcinek 4 – Naprzód wiarusy, niech żyje król
- odcinek 5 – Jestem twoja, tylko twoja